# ابریشمچی
ابریشمچی بنایی است که در ضلع جنوب شرقی میدان صیقلان و در انتهای کوچه شاعری واقع شده است.

## تاریخچه و مشخصات
بافت پیرامونی این خانه از جلوه‌ای نسبتاً سنتی و تاریخی برخوردار است. این بنا یکی از ارزشمندترین ساختمان‌های متعلق به عصر قاجاریه است. بانی آن به روایتی حاج میرزا اسماعیل حاکم متنفذ دوره ناصرالدین شاه بوده است. در سال ۱۳۱۸، حاج احمد میرزا ابریشمی آن را از وارث میرقاسم خریداری کرد. محوطه این بنا ۲۰۰۰ مترمربع و زیربنای خانه ۶۵۰ مترمربع است. دارای دو طبقه بوده که طبقه دوم آن دارای آیینه کاری و گچبری زیبا و منحصر به فردی است.